# ウルトラマン列伝
『ウルトラマン列伝』（ウルトラマンれつでん）は、テレビ東京系列で2011年7月6日から2013年6月26日まで全104話が放送された、円谷プロダクション制作の特撮テレビ番組。
本項目では2013年7月3日から2016年6月25日まで全155話が放送された、後継番組『新ウルトラマン列伝』（しんウルトラマンれつでん）についても併せて記述する。放送時間は#放送日程の節を参照。
キャッチコピーは「水6はテレビの前でみんなでシュワッチ!（放送開始当初）」、「やさしさと勇気を、君へ!」、「土曜あさ9時は新ウルトラマン列伝（2016年4月以降）」。

## 概要
1966年にウルトラシリーズのテレビ放映が開始されてから2011年で45周年になるのを記念し、『ウルトラマン』（TBS系）以降、45年間に放映された昭和・平成全ウルトラシリーズのエピソードの中から、これまでの名作・傑作エピソード、人気怪獣・宇宙人の登場エピソードを厳選し、再編集して放送する。また、歴代ウルトラマンの活躍をまとめたスペシャル総集編なども放送される。テレビ東京系列のウルトラシリーズは『ウルトラマンボーイのウルころ』以来8年ぶり。
『新ウルトラマン列伝』以降はウルトラ戦士が登場しない『ウルトラQ』やジャンボット、ジャンナイン、グレンファイヤー、ミラーナイトの基になった同じ円谷作品の『ジャンボーグA』、『ミラーマン』、『ファイヤーマン』（作中では別次元の戦士として紹介）も取り上げられている。
当初は2012年3月公開の映画『ウルトラマンサーガ』との連動も兼ねていたが、3クール以上の長期化も初期から構想されており、延長に次ぐ延長により放送期間は8クール、『新ウルトラマン列伝』も含めれば番組終了時点で実に20クール、総話数250話以上にもおよび、30分枠の地上波テレビ番組としては『ウルトラマンコスモス』を超える最長寿のウルトラマン番組となり、特撮番組全体においても最長寿の番組となった。『サーガ』を始めとしたウルトラシリーズ全体を盛り上げることが番組の目的であったが、前作『ウルトラマンゼロ THE MOVIE 超決戦!ベリアル銀河帝国』は約100分の映画で、それを宣伝を兼ねたテレビ放送をするとなると、莫大なスポンサー料を必要とするが、本番組の番組フォーマットであれば、分割放送が可能となり、5回に分けて放送したことから『ベリアル銀河帝国』よりも『サーガ』は高い興行収入を叩き出している。
プロデューサーの岡崎聖は、シリーズ45周年に際し円谷英二が『ウルトラQ』制作時に掲げた「映画でしか見られない怪獣をテレビでも見せる」という方針に触れたことが企画立ち上げのきっかけであったと述べている。前作『ベリアル銀河帝国』は『大怪獣バトル』のテレビシリーズをベースとした前々作『大怪獣バトル ウルトラ銀河伝説 THE MOVIE』に対して、テレビでのバックアップが一切なかったため、前々作に比べて3割ほど興行収入が下がってしまったため、新作の『サーガ』ではテレビと連動させることとなったが、テレビシリーズでの復活では莫大な予算が必要となるため、過去の映像を活用した再編集版の番組化であれば、ローコストで制作でき、『サーガ』に登場するダイナ、コスモス、ゼロを紹介し、作品のアピールも容易であった。だが、単なる再編集番組ではテレビ局が納得しないことから、再編集をメインとした新作映像での「進行役」を設けるスタイルを提案し、制作当時での最新ヒーローであったゼロを進行役とすることで企画が通り、番組の放送が決定した。ゼロを進行役としたことでゼロやシリーズ全体の人気も徐々に高まり、前述のように『サーガ』の興行収入が上がったことや、関連商品の売り上げが向上し、正月のイベントやウルトラマンフェスティバルの入場者数も飛躍的に伸びたという。
過去の4:3画面の映像ではサイドパネルを付加して放送されている。また一部の作品は本放送当時と画面の表示などが異なる時もある。
第1話は2011年7月21日よりYouTubeウルトラチャンネルで無料配信、2011年7月28日には第1話を収録したDVDが期間限定発売されている。
2012年1月5日から3月29日まで、毎週木曜7:30 - 8:00（JST）にて再放送が行われていた他、第66話以降は期間限定の番組配信（毎週金曜から1週間限定公開）がYouTubeにて行われている。
2013年7月3日より新シリーズ『新ウルトラマン列伝』としてリニューアルされ、同時に1話30分の完全新作としては『ウルトラギャラクシー大怪獣バトル NEVER ENDING ODYSSEY』以来約4年振りとなる『ウルトラマンギンガ』シリーズの放送が開始された。また、2013年7月12日よりバンダイチャンネルでのネット配信が開始され、2014年7月18日にはYahoo! JAPANが運営する動画サイトGYAO!でのネット配信が行われた。2015年9月11日には『ウルトラマンX』のエピソードを中心にHuluでのネット配信が開始されたが、円谷公式YouTubeチャンネルを除く各社動画サイトでの配信は『ウルトラマンX』最終話配信をもって一旦終了。2016年から『新ウルトラマン列伝』のレギュラー放送のネット配信は、円谷プロ公式YouTubeチャンネルと番組公式ホームページでのみ行うことになる。

## 登場キャラクター
『ウルトラマン列伝』
ウルトラマンゼロ
ナビゲーター。毎回冒頭と本編終了後に放送エピソードの解説を行う。

ゾフィー（35,39,86 - 90）
ミラーナイト（62 - 64,104）
グレンファイヤー（62 - 64,104）
ウルトラセブン（85）
子供の超科学星人 タイニーバルタン（93,94）
ウルトラマンベリアル（99,100,103）
メフィラス星人・魔導のスライ（99,100,103）
テンペラー星人・極悪のヴィラニアス（99,100,103）
デスレ星雲人・炎上のデスローグ（99,100,103）
グローザ星系人・氷結のグロッケン（99,100,103）
電波怪獣 ビーコン（100,103）
ウルトラマンレオ（102）
暴君怪獣 タイラント（103）
ジャンボット（104）
友好珍獣 ピグモン（104）
ヒッポリト星人・地獄のジャタール（104）
『新ウルトラマン列伝』
前作と異なり特定のナビゲーター役はおらず、毎回異なるキャラクターが解説を行う。
ウルトラセブン（1,19,54,105,143,148）
ウルトラマン（1,54,105,143）
ゾフィー（1,54,105）
宇宙海人 バルキー星人（SD）（8,38,53,90,100）
ウルトラマンゼロ（9,11,14,19,28 - 34,46,47,88,96 - 105,139 - 141,148,150,151,155）
グレンファイヤー（9,11,34,100,101,104）
ウルトラマンタロウ（SD）（10,12,13,17,20,52,54,105,149,152）
異次元宇宙人 イカルス星人（SD）（10 - 13,38,51,53,90,100）
宇宙怪獣 エレキング（SD）（12）
スパークドールズ劇団（15 - 17,27,37,52）
『ウルトラマンギンガ』のミニコーナー『スパークドールズ劇場』に登場するスパークドールズたち。
用心棒怪獣 ブラックキング（SD）
超合成獣 サンダーダランビア（SD）
誘拐怪人 ケムール人（SD）
双頭怪獣 キングパンドン（SD）
海底原人 ラゴン（SD）
蛾超獣 ドラゴリー（SD）（16）
うす怪獣 モチロン（SD）（27）
カオスウルトラマン（37）
カオスロイドU（37）
カオスロイドT（37）
暗殺宇宙人 ナックル星人グレイ（SD）（38,53,90,100）
メフィラス星人・魔導のスライ（48,49）
テンペラー星人・極悪のヴィラニアス（48,49）
デスレ星雲人・炎上のデスローグ（48,49）
グローザ星系人・氷結のグロッケン（48,49）
ヒッポリト星人・地獄のジャタール（49）
ウルトラマンベリアル（49）
ウルトラマンジャック（54,105,148,150,151）
ウルトラマンA（54,105）
頭脳星人 チブル星人エクセラー（SD）（63,64）
分身宇宙人 ガッツ星人ボルスト（SD）（63,64）
ウルトラマンティガ（63,80,81,105,138,147）
ウルトラマンダイナ（63,82,105）
ウルトラマンガイア（64,83,105）
ウルトラマンアグル（64,105）
ウルトラマンギンガ（65 - 70,79 - 89,105,149,152 - 155）
ウルトラマンコスモス（65,68,84,89,105）
ウルトラマンジャスティス（68,89）
ウルトラマン80（69,105）
ウルトラマンメビウス（69,87,105,152 - 154）
ダークルギエル（79）
黒い悪魔 ダークメフィスト（85）
ウルトラマンネクサス（85,105）
ウルトラマンマックス（86,105,146）
ウルトラマンビクトリー（89,105）
暴君怪獣 タイラント（90）
ミラーナイト（104）
ジャンボット（104）
ジャンナイン（104）
帝国機兵 レギオノイド（α・β）（104,150）
ウルトラマンレオ（105,150）
ウルトラマンジョーニアス（105）
暗黒宇宙大皇帝 エンペラ星人（105,153）
健啖宇宙人 ファントン星人グルマン（132 - 134,138,142）
ウルトラマンエックス（135,138,139 - 147,155）
ウルトラマンオーブ（147,151）

## キャスト
『ウルトラマン列伝』
- 春野ムサシ - 杉浦太陽（34[13]）
- アスカ・シン - つるの剛士（38[13]）
- レイ - 南翔太（ナビゲーター、57 - 61[13][14]）
- 宮野真守（72[注 7]）
- 高山我夢 - 吉岡毅志（ナビゲーター、80 - 83[15],95,96[13]）
- 藤宮博也 - 高野八誠（ナビゲーター、95,96[13][16]）

『新ウルトラマン列伝』
- 礼堂ヒカル - 根岸拓哉（ナビゲーター、1,8,10,12,13,18,20,26,36,39 - 45[注 8][13]）
- 石動美鈴 - 宮武美桜（1）
- 渡会健太 - 大野瑞生（1）
- 久野千草 - 雲母（1）
- 杉田アリサ - 滝裕可里（90 - 103）
- 松本ゴウキ - 加藤貴宏（90 - 103）
- 大空大地 - 高橋健介（131 - 142）
- 高田ルイ - 百川晴香（131 - 134,136,137,139 - 142）
- 三日月マモル - 原田隼人（131 - 134,136,137,139 - 142）

### 声の出演
『ウルトラマン列伝』
- ウルトラマンゼロ - 宮野真守
- ゾフィー - 田中秀幸（35,39,86 - 90）
- ミラーナイト - 緑川光（62 - 64）
- グレンファイヤー - 関智一（62 - 64,79,104）
- メフィラス星人・魔導のスライ - 安元洋貴（79[注 9],100,103）
- ウルトラマンベリアル - 小野友樹（100,103）
- テンペラー星人・極悪のヴィラニアス - 金子はりい（100,103）
- グローザ星系人・氷結のグロッケン - 外島孝一（100,103）
- ヒッポリト星人・地獄のジャタール - 岸哲生（104）
- ナレーション - 真地勇志（1,5,13）、川久保拓司（19）

『新ウルトラマン列伝』
- ウルトラセブン - 森次晃嗣（1[13]）
- ウルトラマン - 黒部進（1[13]）
- ゾフィー - 田中秀幸（1[17]）
- バルキー星人（SD） - 橋本達也（8,38,53,90,100）
- ウルトラマンゼロ - 宮野真守（9,11,14,19,28 - 33,46,47,96 - 104,139 - 141,148,150,151,155）
- グレンファイヤー / イカルス星人（SD） - 関智一（9,11,34,100,101,104[注 10] / 10 - 13,38,51,53,90,100）
- ウルトラマンタロウ（SD） - 石丸博也（10,12,13,17,18,20,52,54[13]）
- ブラックキング（SD） / ヒッポリト星人・地獄のジャタール - 岸哲生（15 - 17,27,52 / 49）
- サンダーダランビア（SD） - 松本健太（15 - 17,27）
- ケムール人（SD） / ドラゴリー（SD） / グローザ星系人・氷結のグロッケン - 外島孝一（15,16,27,52 / 16 / 48,49）
- キングパンドン（SD） / ラゴン（SD） - 田中晶子（15,16,27,52）
- ナックル星人グレイ（SD） - 平野勲人（38,53,90,100）
- ウルトラマンギンガ / ダークルギエル - 杉田智和（40 - 45,65 - 70,79 - 89,149,152 - 155 / 79）
- メフィラス星人・魔導のスライ - 安元洋貴（48,49）
- テンペラー星人・極悪のヴィラニアス / ガッツ星人ボルスト（SD） - 金子はりい（48,49 / 63,64）
- ウルトラマンベリアル - 小野友樹（49）
- チブル星人エクセラー（SD） - 江口拓也（63,64）
- ファントン星人グルマン - 松本保典（132 - 134,138,142）
- ウルトラマンエックス - 中村悠一（135,138,139 - 147,155）
- エクスデバイザー音声 - 山村響（135）
- ナレーション - 松本保典（105）、高橋健介（113,121,130）

### スーツアクター
『ウルトラマン列伝』
- ウルトラマンゼロ - 寺井大介、岩田栄慶
- その他 - 福島龍成、福島弘之、石川真之介、ほか

『新ウルトラマン列伝』
- 岩田栄慶、力丸佳大、梶川賢司、ほか

## スタッフ
共通スタッフ
- 監修 - 大岡新一
- 音楽プロデューサー - 田靡秀樹
- 音楽協力 - テレビ東京ミュージック
- 制作・著作 - 円谷プロダクション

『ウルトラマン列伝』
- 企画 - 岡崎聖、黒澤桂、山西太平
- プロデューサー - 藤橋豊 → 金光大輔、石野仁子
- 番組担当 - 吉野文（テレビ東京） → 小山佑介 → 吉野文、斎藤朋之
- 番組宣伝 - 野口かず美（テレビ東京）、徳田良平
- 制作協力 - 東映デジタルラボ、デジタルSKIPステーション、銀座サクラヤ、ヴィスタ
- 協力 - マックレイ
- 撮影技術 - 極楽映像社
- 撮影 - 高橋創、野澤啓
- 照明 - 泉谷しげる、河原真一（キャトル）
- 合成 - 島田友晴
- VE - 小林謙一
- 編集 - 柳生俊一、森津永、関創
- 音響効果 - 金光大輔、足木淳一郎
- EED - 緩鹿秀隆
- MA - 藤沢信介、村田祐一
- 制作進行→プロダクションマネジャー - 鎌田隆裕
- 構成 - 秋廣泰生、池田遼、足木淳一郎、岡崎聖
- 演出 - 秋廣泰生、村上裕介

『新ウルトラマン列伝』
- 製作総括 - 岡崎聖
- 企画 - 黒澤桂、山西太平
- アクションコーディネート - 岡野弘之
- プロデューサー - 金光大輔 → 石井卓爾、石野仁子
- 構成 - 池田遼、足木淳一郎
- 演出 - 村上裕介
- 制作協力 - ヴィスタ
- 撮影技術 - 極楽映像社
- 撮影 - 野澤啓
- 照明 - 河原真一（キャトル）
- VE - 田中崇、小林謙一
- カメラアシスタント - 安川暁、瀬谷ちひろ、石井渚
- 照明アシスタント - 逸見俊之、中村光花
- 編集 - 関創
- 音響効果 - 足木淳一郎
- MA - 村田祐一
- アシスタントディレクター - 土生和也
- プロダクションマネジャー - 鎌田隆裕
- 番組担当 - 吉野文（テレビ東京）、竹葉理沙
- 番組宣伝 - 野口かず美 → 石原裕也 → 神林真由美（テレビ東京）、徳田良平
- 協力 - マックレイ、テレサイト

## 主題歌

### オープニングテーマ
『ウルトラマン列伝』
「キラメク未来」（第1話 - 第13話）
作詞 - 田靡秀樹 / 作曲・編曲 - 小西貴雄 / 歌 - ボイジャー feat.ウルトラマンゼロ
メインボーカルは山口智大で、ゼロ（宮野真守）は歌に合わせ歌詞を朗読する。
第39話では挿入歌として使用された。
「DREAM FIGHTER」（1番：第14話 - 第20話、第26話 - 第39話 / 2番：第21話 - 第25話）
歌・作詞 - 宮野真守 / 作曲 - 小山寿 / 編曲 - 高橋浩一郎
第79話では挿入歌として使用された他、先の第25話では解説パートの挿入歌としても使用されている。
「Rising High」（第40話 - 第52話）
作詞・作曲 - 高見沢俊彦 / 編曲 - 高見沢俊彦 with 本田優一郎 / 歌 - ボイジャー
「ULTRA STEEL」（第53話 - 第65話）
作詞・作曲 - 高見沢俊彦 / 編曲 - 高見沢俊彦 with 本田優一郎 / 歌 - Takamiy
第79話では挿入歌として使用された。
「ULTRA FLY」（第66話 - 第78話）
歌・作詞 - 宮野真守 / 作曲 - 小山寿 / 編曲 - 高橋浩一郎
第79話では挿入歌として使用された。
「Final Wars!」（1番：第79話 - 第90話 / 2番：第91話 - 第104話）
作詞・作曲 - 高見沢俊彦 / 編曲 - 高見沢俊彦 with 本田優一郎 / 歌 - THE ALFEE
『新ウルトラマン列伝』
「Legend of Galaxy 〜銀河の覇者」（1番：第1話 - 第7話、第14話 - 第20話 / 2番：第8話 -第13話、第21話 - 第26話）
作詞・作曲 - 高見沢俊彦 / 編曲 - 高見沢俊彦 with 本田優一郎 / 歌 - Takamiy with 宮野真守
第26話、第39話では挿入歌として使用された。
「ULTRA BRAVE」（第27話 - 第39話）
作詞 - DAIGO / 作曲 - 高見沢俊彦 / 編曲 - 高見沢俊彦 with 本田優一郎 / 歌 - DAIGO with Takamiy
第88話では挿入歌として使用された。
「キラメク未来 〜夢の銀河へ〜」（1番：第40話 - 第52話 / 2番：第53・54話）
作詞 - 田靡秀樹 / 作曲・編曲 - 小西貴雄 / 歌 - ボイジャー feat.ウルトラマンギンガ
「キラメク未来」の別バージョン。『ウルトラマンギンガ』劇中のギンガ（杉田智和）の台詞がサンプリング使用されている。
「英雄の詩」（1番：第55話 - 第70話 / 2番：第71話 - 第78話）
作詞・作曲 - 高見沢俊彦 / 編曲 - 高見沢俊彦 with 本田優一郎 / 歌 - THE ALFEE
「ウルトラマンギンガの歌 2015」（第79話 - 第90話）
作詞 - 田靡秀樹、岡崎聖 / 作・編曲 - 小西貴雄 / 歌 - ボイジャー with ヒカル&ショウ feat.Takamiy
「ウルトラマンビクトリーの歌 2015」（第91話 - 第105話）
作詞 - 岡崎聖 / 作・編曲 - 小西貴雄 / 歌 - ボイジャー with ヒカル&ショウ feat.Takamiy
「ウルトラマンX」（第106話 - 第142話）
作詞 - おちまさと / 作・編曲 - 小西貴雄 / 歌 - ボイジャー feat.大空大地（106 - 130）、ボイジャー feat.Project DMM（131 - 142）
「Unite 〜君とつながるために〜」（第143話 - 第155話）
作詞 - TAKERU、瀬下千晶 / 作・編曲 - 小西貴雄 / 歌 - ボイジャー feat.Project DMM

### 挿入歌
本番組での放送で新たに流されたものや、総集編や解説パートで流されたものを記述。

## 放送日程
参照：『ウルトラマンギンガS超全集』
- 各放送エピソードのスタッフ・キャスト・登場キャラクターなどは出典の項目を参照。
- ☆は解説パートで紹介されたエピソード。
- 放送時間はいずれもJST。

ウルトラマン列伝
新ウルトラマン列伝

## 放送局

### 番組終了時点でのネット局
字幕放送は、テレビ東京系列のみ実施。
| 放送地域       | 放送局               | 放送期間 | 放送日時                                                                                              | 系列                   | ネット状況 | 備考                |
| -------------- | -------------------- | --- | --- | ---------------------- | ---------- | ------------------- |
| 北海道         | テレビ北海道         | 2011年7月6日 - 2012年9月26日 2012年10月3日 - 2014年3月26日 2014年4月1日 - 2016年3月29日 2016年4月2日 - 6月25日                                  | 水曜 18:00 - 18:30 水曜 17:30 - 18:00 火曜 18:00 - 18:30 土曜 9:00 - 9:30                             | テレビ東京系列         | 同時ネット |                     |
| 関東広域圏     | テレビ東京           | 2011年7月6日 - 2012年9月26日 2012年10月3日 - 2014年3月26日 2014年4月1日 - 2016年3月29日 2016年4月2日 - 6月25日                                  | 水曜 18:00 - 18:30 水曜 17:30 - 18:00 火曜 18:00 - 18:30 土曜 9:00 - 9:30                             | テレビ東京系列         | 同時ネット | 制作局              |
| 愛知県         | テレビ愛知           | 2011年7月6日 - 2012年9月26日 2012年10月3日 - 2014年3月26日 2014年4月1日 - 2016年3月29日 2016年4月2日 - 6月25日                                  | 水曜 18:00 - 18:30 水曜 17:30 - 18:00 火曜 18:00 - 18:30 土曜 9:00 - 9:30                             | テレビ東京系列         | 同時ネット |                     |
| 大阪府         | テレビ大阪           | 2011年7月6日 - 2012年9月26日 2012年10月3日 - 2014年3月26日 2014年4月1日 - 2016年3月29日 2016年4月2日 - 6月25日                                  | 水曜 18:00 - 18:30 水曜 17:30 - 18:00 火曜 18:00 - 18:30 土曜 9:00 - 9:30                             | テレビ東京系列         | 同時ネット |                     |
| 岡山県・香川県 | テレビせとうち       | 2011年7月6日 - 2012年9月26日 2012年10月3日 - 2014年3月26日 2014年4月1日 - 2016年3月29日 2016年4月2日 - 6月25日                                  | 水曜 18:00 - 18:30 水曜 17:30 - 18:00 火曜 18:00 - 18:30 土曜 9:00 - 9:30                             | テレビ東京系列         | 同時ネット |                     |
| 福岡県         | TVQ九州放送          | 2011年7月6日 - 2012年9月26日 2012年10月3日 - 2014年3月26日 2014年4月1日 - 2016年3月29日 2016年4月2日 - 6月25日                                  | 水曜 18:00 - 18:30 水曜 17:30 - 18:00 火曜 18:00 - 18:30 土曜 9:00 - 9:30                             | テレビ東京系列         | 同時ネット |                     |
| 宮城県         | 東北放送             | 2011年10月1日 - 2016年7月23日 | 土曜 5:30 - 6:00                                                                                      | TBS系列                | 遅れネット |                     |
| 福島県         | テレビユー福島       | 2012年6月16日 - 2016年3月18日 2016年4月3日 - 7月10日                                                                                            | 土曜 6:00 - 6:30 日曜 6:15 - 6:45                                                                     | TBS系列                | 遅れネット | [ 注 76 ]           |
| 宮崎県         | 宮崎放送             | 2013年4月6日 - 2014年3月29日 2014年4月5日 - 6月28日 2014年7月5日 - 10月11日 2014年10月17日 - 2016年4月15日 2016年4月29日 2016年5月7日 - 7月22日 | 土曜 5:10 - 5:40 土曜 5:15 - 5:45 土曜 4:45 - 5:15 金曜 4:30 - 5:00 金曜 4:55 - 5:25 金曜 4:25 - 4:55 | TBS系列                | 遅れネット | [ 注 77 ]           |
| 石川県         | 石川テレビ           | 2013年4月8日 - 6月24日 2013年6月30日 - 2016年7月31日                                                                                            | 月曜 15:58 - 16:28 日曜 6:30 - 7:00                                                                   | フジテレビ系列         | 遅れネット | [ 注 78 ]           |
| 静岡県         | 静岡第一テレビ       | 2014年7月13日 - 2016年7月10日 | 日曜 5:45 - 6:15                                                                                      | 日本テレビ系列         | 遅れネット | [ 注 79 ]           |
| 広島県         | 広島ホームテレビ     | 2015年4月5日 - 2016年7月24日 | 日曜 5:20 - 5:50                                                                                      | テレビ朝日系列         | 遅れネット | [ 注 80 ] [ 注 81 ] |
| 日本全域       | BSジャパン           | 2011年10月16日 - 2012年9月30日 2013年10月1日 - 2014年4月1日 2014年4月8日 - 2016年7月5日                                                         | 日曜 18:00 - 18:30 火曜 7:55 - 8:25 火曜 17:00 - 17:30                                                | テレビ東京系列 BS放送  | 遅れネット | [ 注 83 ] [ 注 81 ] |
| 日本全域       | ウルトラチャンネル   | 2012年10月5日 - 2014年3月28日 2014年4月4日 - 2016年4月1日 2016年4月5日 2016年4月9日 - 不明                                                      | 金曜 17:30更新 金曜 18:00更新 火曜 18:00更新 土曜 9:30更新                                            | YouTube配信            | 遅れネット | [ 注 84 ]           |
| 日本全域       | 番組公式ホームページ | 2016年4月5日 2016年4月9日 - 不明 | 火曜 18:00更新 土曜 9:30更新                                                                          | 公式キャッチアップ配信 | 遅れネット |                     |

### 途中打ち切りのネット局
いずれの局も遅れネット・字幕放送なし。
| 放送地域 | 放送局             | 放送期間                                                    | 放送日時                                        | 系列           | 備考                |
| -------- | ------------------ | ----------------------------------------------------------- | ----------------------------------------------- | -------------- | ------------------- |
| 石川県   | テレビ金沢         | 2012年7月2日 - 2013年3月25日                                | 月曜 16:22 - 16:52                              | 日本テレビ系列 | [ 注 78 ]           |
| 熊本県   | 熊本放送           | 2012年8月5日 - 2013年9月29日                                | 日曜 5:30 - 6:00                                | TBS系列        | [ 注 85 ] [ 注 86 ] |
| 三重県   | 三重テレビ         | 2011年10月7日 - 2012年3月30日 2012年4月7日 - 2013年10月12日 | 金曜 22:30 - 23:00 土曜 1:20 - 1:50（金曜深夜） | 独立局         | [ 注 87 ] [ 注 86 ] |
| 長崎県   | テレビ長崎         | 2014年10月7日 - 2015年3月24日                               | 火曜 14:30 - 14:59                              | フジテレビ系列 | [ 注 88 ] [ 注 86 ] |
| 沖縄県   | 琉球放送           | 2014年7月5日 - 2016年3月26日                                | 土曜 7:00 - 7:30                                | TBS系列        | [ 注 89 ]           |
| 日本全域 | バンダイチャンネル | 2013年7月12日 - 2015年12月25日                              | 金曜 18:00更新                                  | ネット配信     | [ 注 90 ]           |
| 日本全域 | GYAO!              | 2014年7月18日 - 2015年12月25日                              | 金曜 18:00更新                                  | ネット配信     |                     |
| 日本全域 | Hulu               | 2015年9月11日 - 2015年12月25日                              | 金曜 18:00更新                                  | ネット配信     | [ 注 91 ]           |